# Ефаново (Нижегородская область)
Ефа́ново — село в составе городского округа Навашинский Нижегородской области России.

## География
Село расположено в 21 км на север от города Навашино.

## История
Первое упоминание о деревне Ефанове в составе Спас-Седчинского прихода имеется в окладных книгах 1676 года. В ней имелось 35 дворов крестьянских и 1 бобыльский.
В конце XIX — начале XX века село являлось крупным населённым пунктом в составе Монаковской волости Муромского уезда Владимирской губернии. В 1859 году в селе имелось 4 завода и числилось 49 дворов, в 1905 году — 149 дворов.
С 1929 года село было центром Ефановского сельсовета, сначала Муромского района Горьковского края (с 5 декабря 1936 года — Горьковской области), затем, с 1944 года, Мордовщиковского района (с 1960 года — Навашинский район, с 16 мая 1992 года — Нижегородской области). В 2004 году Ефановский сельсовет наделён статусом — сельское поселение. В 2009 году сельское поселение Ефановский сельсовет было упразднено, а все его населённые пункты вошли в состав сельского поселения Поздняковский сельсовет. В мае 2015 года сельское поселение «Поздняковский сельсовет» было упразднено, а Ефаново вошло в состав городского округа Навашинский.

## Население
| 1859 | 1897 | 1905 |
| ---- | ---- | ---- |
| 531  | 861  | 1025 |

| 1859 | 1897 | 1905  | 1926  | 2002 | 2010 |
| ---- | ---- | ----- | ----- | ---- | ---- |
| 531  | ↗861 | ↗1025 | ↗1147 | ↘290 | ↘283 |